# Raymundo Carvalho dos Santos
Raymundo Carvalho dos Santos, detto Raimundão (Rio de Janeiro, 23 agosto 1923 – Avaré, 26 dicembre 2011), è stato un cestista brasiliano.

## Carriera
Con il Brasile ha disputato i Giochi olimpici di Helsinki 1952.